# Hellig trefoldigheds fest
Hellig trefoldigheds fest er en kristen markering af treenigheden og foregår på trinitatis søndag en uge efter pinse. (Trinitatis er genitiv af lat. trinitas, "trefoldighed, treenighed".) Herefter begynder søndagene efter trinitatis.
| Religion | Spire Denne religionsartikel er en spire som bør udbygges. Du er velkommen til at hjælpe Wikipedia ved at udvide den. |